# 鄭作肅

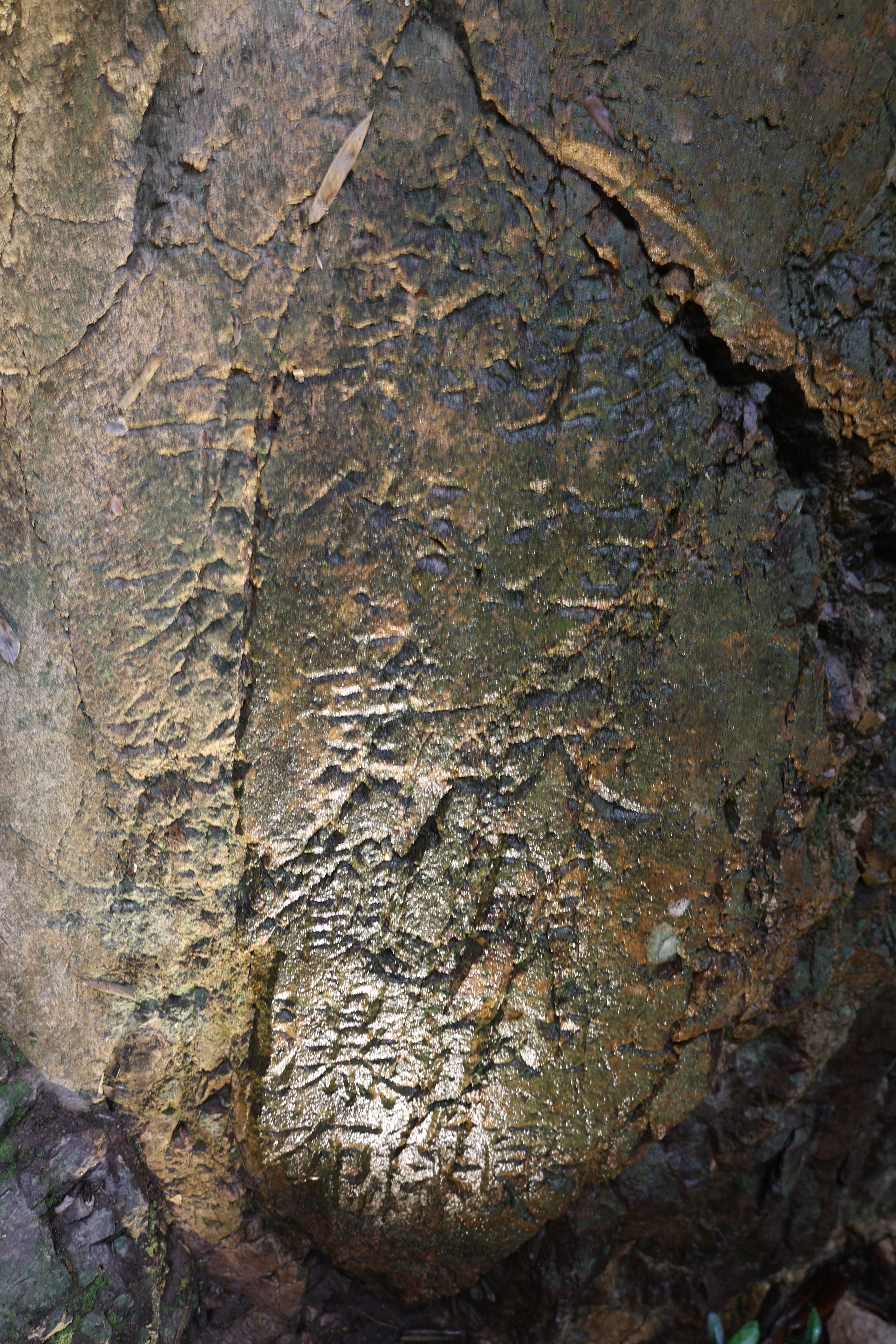
紹興辛亥（1131）鄭作肅在臨安九仙山與縣令錢坦夫、友人胡公穎觀懸霤巖瀑布時留下的題名。

鄭作肅，字恭老，蘇州人。南宋官員、文人。

## 履歷
鄭作肅為宣和三年（1121）進士，以承議郎通判臨安府事，得到程俱的賞識與薦舉。紹興二年（1132）十二月辛卯，鄭作肅自尚書祠部員外郎升任監察御史。紹興五年（1135），任常州知州。追念唐代常州郡守獨孤及故事，建造了凝露堂。紹興二十四年（1154），為吉州知州，在任上，他未嘗為了取悅宰相而做出擾民之事。當時，吉州有一項稅收叫做“黃河竹索錢”，但宋廷已不再控制黃河，這筆稅收應當免除。鄭作肅上奏，得到了宋高宗的認可和褒獎，而秦檜聞之大怒。高宗為鄭作肅辯解說：“君相之职，本以为民。民间利病，岂可不理？”任滿還朝後，鄭作肅因為“丟失船纜錢”而入獄，恰逢秦檜逝世，鄭作肅得以免禍。紹興二十八年（1158），以右朝散大夫、直秘閣，任鎮江知府，申令不准宰殺牛口。當時丹陽縣正疏浚練湖，侵佔民田數十頃。但卻沒有免除這些田的稅，鄭作肅便上奏蠲免了稅收。紹興三十二年冬（1162），遷湖州知州。宋孝宗即位，手詔褒獎了鄭作肅。隆興二年（1164），湖州歉收，人民中有的無法養育孩子，將他們丟棄路旁者。鄭作肅令下屬尋訪這些孩子，為他們挑選乳母保養，又命學官專門負責此事。將此作為政策，在州學刻石。

## 家庭
鄭作肅之父鄭絳，母錢氏，為錢元璙的玄孫女。叔父鄭綬。